# Гульден
Гульден (нім. gulden, дослівно — золотий) — золота монета типу флорин, яку почали карбувати в Німеччині на початку XIV століття. Гульдени карбувались як імператорами Священної Римської імперії, так і окремими королями, курфюрстами та імперськими містами. Найбільш поширеним зразком став рейнський гульден, що карбувався Рейнським монетним союзом з 1386 року. З 1559 року почато карбування імперського гульдена, який мав вартість 75 крейцерів.

## Історія

### Передумови. Поява флорина та інших європейських золотих монет

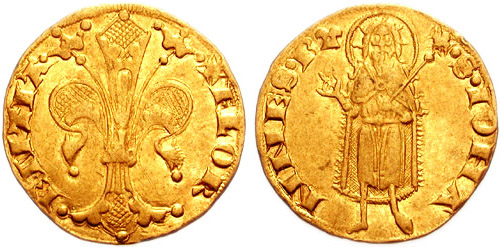
Флорентійський флорин, що карбувався в 1252—1533 роках і став прообразом для рейнського гульдена. (На зображенні флорин 1347 року).

З часів Раннього середньовіччя в Західній і Північній Європі золоті монети майже не карбувалися, оскільки в Європі видобуток золота був мізерний, а приплив металу зі Сходу та Африки припинився через розпад Римської імперії та поширення ісламу. Декілька типів золотих монет, які обертались в той час на Заході, здебільшого походили з Візантії, чиї золоті номізми (соліди) називалися в Європі «безант» або були місцевими наслідуваннями золотих динарів мусульманських країн, що називались «манкус». З початком хрестових походів і відновленням активної східної торгівлі, золото знову почало надходити на Захід. Зокрема, завдяки торгівлі з Північною Африкою (Магрибом) європейські купці могли використовувати європейське срібло, щоб дешево купувати африканське золото, яке поступало з золотоносних територій у сучасному Малі (співвідношення між вартістю срібла та золота в Європі складала від 10:1 до 12:1, а в мусульманських країнах — від 6:1 до 8:1). Першими європейськими країнами, що стали карбувати значні обсяги власної золотої монети стали північноіталійські міста-держави, що активно брали участь у східній торгівлі — Флорентійська, Венеційська та Генуезькі республіки.
Генуезька золота монета дженовіно, хоч і з'явилась першою в 1252 році, надалі не набула широкого поширення.
У 1252 році, невдовзі після появи золотого дженовіно, у Флоренції почали карбувати свою золоту монету — флорин (італ. Fiorino d'oro від «fiore» — квітка), який став родоначальником грошових одиниць типу «флорин» і надалі «гульден». Флорентійський флорин важив 3,537 г 23¾ каратного золота, що означало вагу чистого золота приблизно 3,5 г. Це відповідало вартості срібної ліри (фунта), що складалась з 240 денаріїв. На аверсі флорина було зображено велику квітку лілії (лат. flos), міський символ Флоренції, на звороті — святий патрон міста Іван Хреститель. Флорентійські флоріни з самого початку карбувались у надзвичайно великій для свого часу кількісті. Близько 1336 року у Флоренції карбувалось від 350 до 400 тисяч золотих флоринів на рік. Золота флорентійська монета відносно швидко поширилися в Європі: "floreni aurei" згадуються в Зальцбурзі ще в 1283 році, а їх поширення в решті Німеччини було задокументовано з 1317 року. У самій Флоренції золоті флоріни карбувалися з однаковим дизайном і пробою до 1533 року.
У Венеції невдовзі після 1284 року стали карбувати золоті дукати, чи цехіни, що містив аналогічну кількість золота, що й флоринтійський флорін.

### Богемія

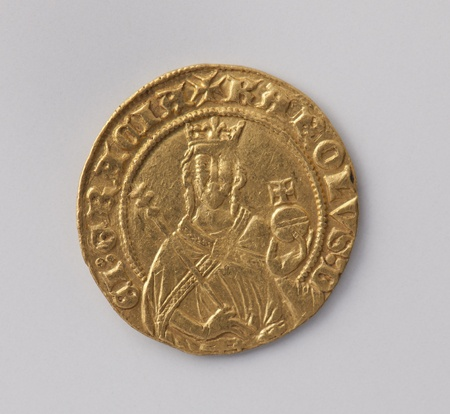
Гульден Карла IV з профілем імператора (1346—1355), 3,5 г.

Священна Римська імперія почала власне карбування золотої монети за межами імперської Італії в 1325 році, коли король Богемії Ян I Люксембурзький наказав викарбувати золоті монети типу флорентійського флорина у Празі. У 1350 році імператор Карл IV вперше змінив дизайн монети: замість характерних для флорина зображень лілії та Іоанна Хрестителя, на монеті зобразили герб богемського лева та самого імператора, якого пізніше замінив богемський національний святий Вацлав. Оскільки Богемія мала багаті родовища золота, її гульдени, як і випущені в той же час угорські, довгий час карбувалися з однаковою пробою і також називалися дукатами. Богемський гульден згодом втратив свою цінність; у вальваційній таблиці Аугсбурзького імперського монетного статуту 1559 року він оцінюється на ⅓ карата гірше, ніж рейнський гульден, а саме в 18 1⁄6 карата.

### Любек

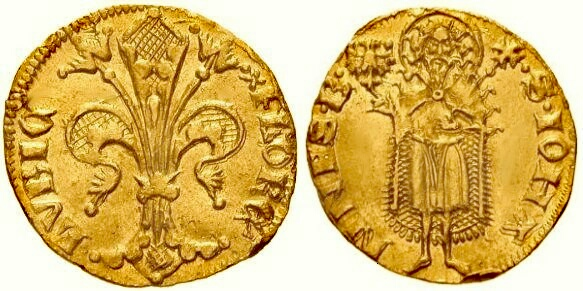
Гульден міста Любек (1341, 3,5 г.) Аверс: FLORE LUBIC Реверс: ·S·IOHA–NNES·B·

Перша золота монета типу флорина у німецькомовних країнах була викарбована у ганзейському вільному імперському місті Любек в 1340 році. Згідно документів ландсхута від 25 березня 1340 року, привілей на випуск золотих монет типу флорина стилі місту надав імператор Людвіг IV Баварський (1314—1347). Ще в 1342 році було викарбувано 30 000 флоринів загальною вагою 3,53 г. До 1675 року гульдени Любека карбувалися різними типами, на останніх з лицьової сторони був зображений міський герб, а на звороті — імператорський орел.

### Рейнський гульден

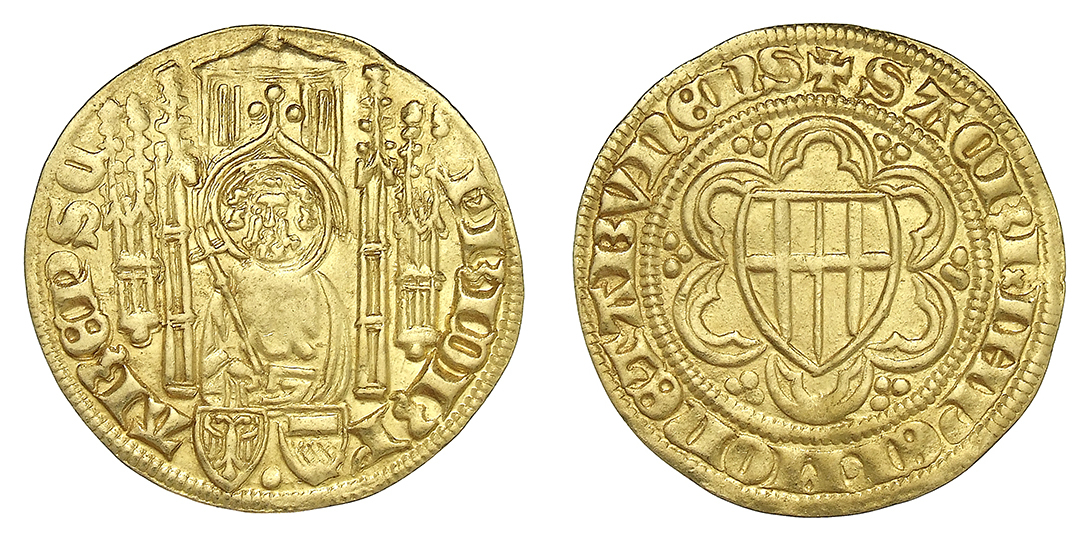
Кельнський гульден курфюрста Фрідріха III (1376—1377 рік, 3.5 г.)

Після свого обрання в 1346 році імператором, Карл IV (1346—1378) винагородив за підтримку на виборах курфюрстів Кельна, Тріра та Пфальца правом карбувати золоті монети (нім. Goldmünzprivileg), яке було надалі підтверджене Золотою буллою. Трір отримав привілей 25 листопада 1346 року, Кельн — 26 листопада 1346 року. Пізніше аналогічний привілей отримав Майнц — 22 січня 1354 року. Індивідуальні золоті монети цих чотирьох курфюрств, які почали карбувати не пізніше 1354 року, стали попередниками пізнішого рейнського гульдена. По своїй вазі та пробі золота і загальному вигляду ці монети були дуже подібні до флорентійського флорина, стандартної європейської золотої монети. З кельнської марки (233,856 г. золота чистотою в 23½ карата) карбували 66 золотих монет 979 проби і вагою в 3,543 грам. Відповідно, кожна монета містила біля 3,469 г.⁠ чистого золота.

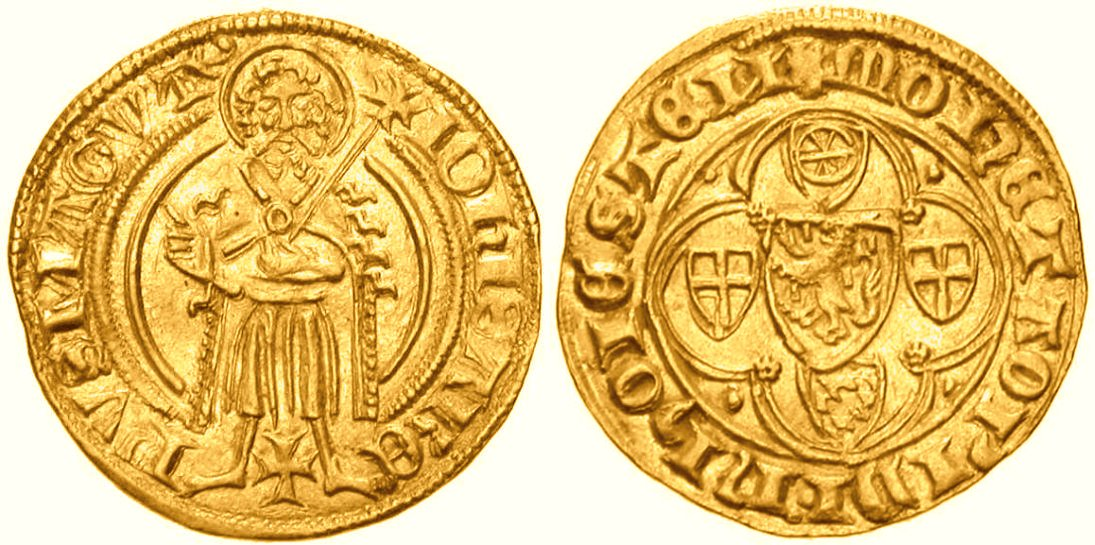
Рейнський гульден майнцького курфюрста Йоганна II (викарбувано близько 1400 р. у Хехсті)

Вже у 1372 році архієпископи Тріра та Кельна створили монетну асоціацію для стандартизації карбування і гарантії якості монет. Асоціація карбувала золоті монети (гульдени) із зображенням святого Петра на аверсі, а також срібні монети (білі пфенінги).
8 червня 1386 року вже четверо рейнських курфюрстів — Куно Трірський, Фрідріх III Кельнський, Адольф Майнцький і Рупрехт I Пфальцький заснували перший Рейнський монетний союз (нім. Rheinischer Münzverein), за зразком якого аж до першої половини XVI століття створювались наступні союзи. Союз почав карбувати рейнський гульден як свою стандартну золоту монету та ввів її в обіг у межах усієї своєї території, яка простягалася вздовж Рейна від Нойса на півночі до Вормса на півдні, та на захід від Рейна по річці Мозель до Кохема і на схід по річці Майн до Хехста (сучасний західне передмістя Франкфурта).
Після заснування Рейнського монетного союзу вага монет залишалася незмінною до 1417 року, але проба була зменшена до 23 каратів (3,396 г. чистого золота), відтак у 1399 році до 22½ каратів (3,322 г.) і у 1409 році до 22 каратів (3,248 г.). У 1419 році з однієї кельнської марки золота в 19 карат карбували вже 67 гульденів, отже кожна монета містила 2,76 г чистого золота. Дизайн монети також змінився, типову для флорентійських флоринів лілію замінив трилисник⁠, що містив посередині герб монетного двору, що викарбував монету, та герби трьох інших монетних дворів асоціації на листях. В 1419 році зображення св. Іоана було замінено на св. Петра, якого, в свою чергу, пізніше змінило зображення Христоса.
В результаті масштабного карбування, золоті гульдени Рейнського монетного союзу набули в XIV—XV століттях великого значення і стали основною валютою Рейнської області. Через нестачу золота наприкінці XV та XVI сторіччя виник дефіцит гульденів, і їх навіть карбували зі зменшеним майже вдвічі вмістом золота.

### Апфельгульден

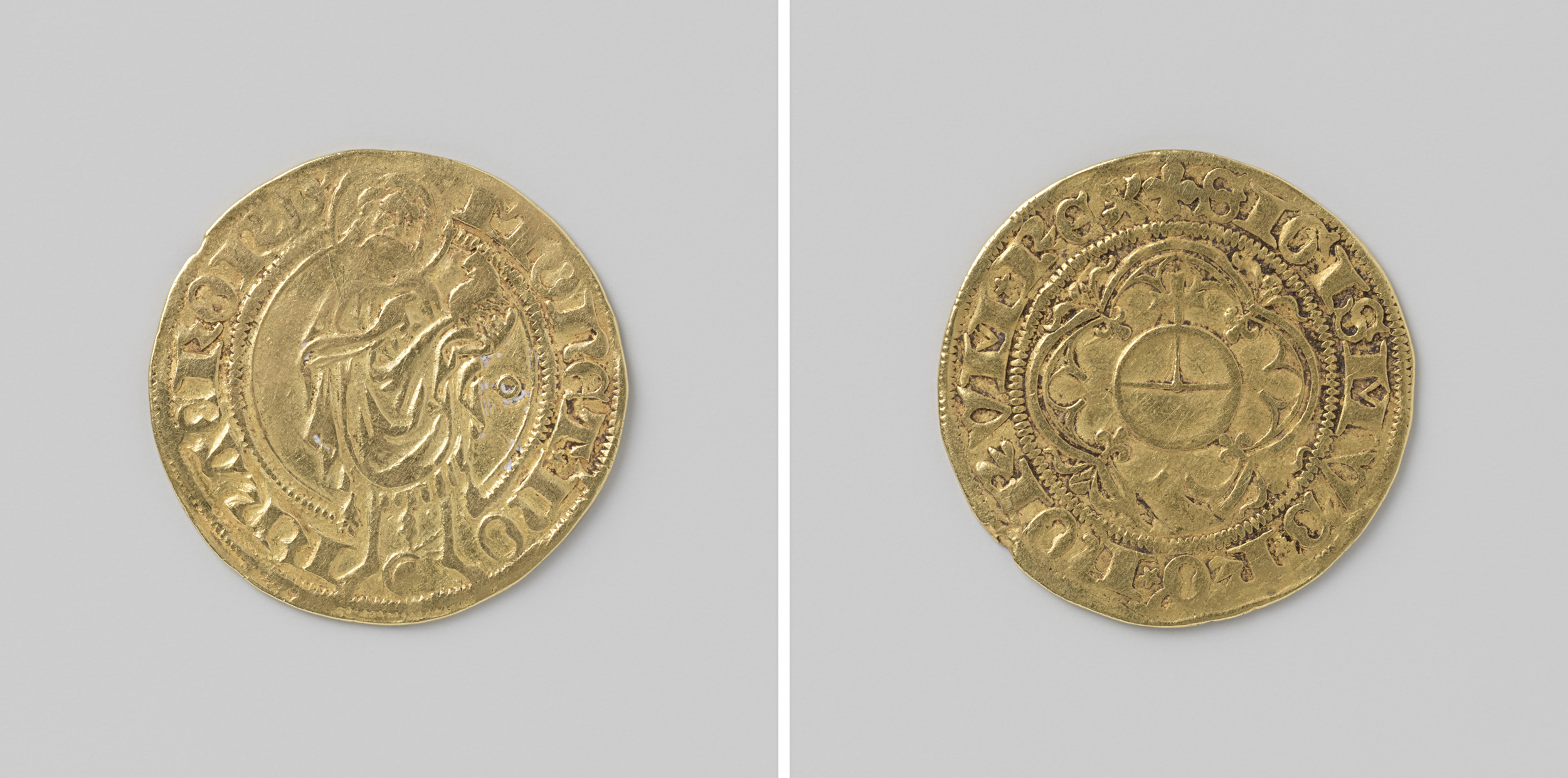
Апфельгульден Сигізмунда Люксембурзького (~1425, Франкфурт) Аверс: MONETA NOVA FRA'CFORD. Реверсt: SIGISMU'D RO'NORUM REX.

Крім курфюрстів, свої гульдени почав карбувати й імператор. Поява нового типу гульденів, т.з. апфельгульденів (нім. Apfelgulden) відбулося при Сигізмунді Люксембурзькому (1433—1437). На підконтрольних йому монетних дворах у Франкфурті, Базелі, Нордлінгені та Дортмунді стали випускати золоті гульдени. Їхня особливість полягала в тому, що на реверсі було зображено символ імперської влади — держава (Reichsapfel) у готичному тридужному обрамленні.
Крім рейнських і апфельгульденів, з'явилося й безліч інших типів. Багато сеньйорів починали карбувати власну золоту монету. Зазвичай, їхньою особливістю був менший вміст чистого золота щодо «еталонних» рейнських гульденів.

### Саксонія
Перші золоті гульдени Веттінів із зображенням святого Івана Хрестителя та імператорською державою в трилиснику були викарбувані майстром монетного двору Гансом Стокартом із його клеймом майстра монетного двору «хрест» на монетному дворі Лейпцига між 1454 і 1461 роками. Початок карбування золотих гульденів припав на той час, коли рейнські курфюрсти Кельна, Майнца, Тріра та курфюрського Пфальцу після тривалої перерви відновили спільне карбування золотого рейнського гульдена. Загальна вага та вміст срібла перших саксонських гульденів були аналогічні з рейнськими гульденами. У Саксонії, окрім Лейпцига, золоті гульдени карбувалися на монетних дворах столиці землі у Фрайберзі з 1548 року та в Дрездені з 1557 року.
Зовнішньо саксонські гульдени XV століття подібні до рейнських гульденів. Їх відрізняв невеликий герб Саксонії, розміщений між ногами фігури Івана Хрестителя. Основним джерелом багатства саксонських князів у другій половині XV століття були багаті поклади срібла, з копалень у Рудних горах. Причиною карбування золотих монет був в основному міжнародний торговий рух, зосереджений у Лейпцигу.

### Імперський гульден

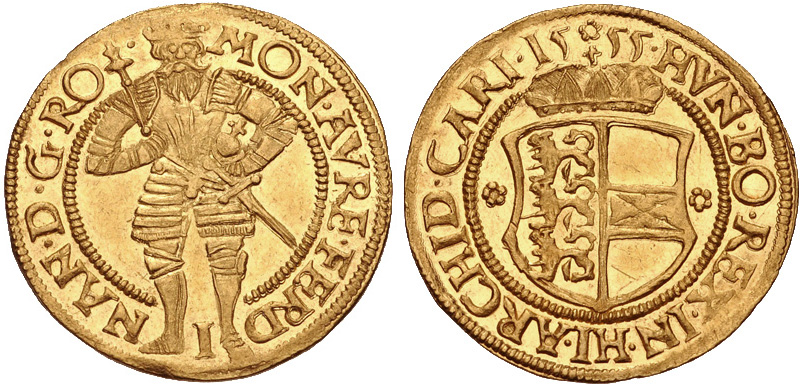
Дукат імператора Фердинанда I 1555 року

Імперські монетні статути  (нім. Reichsmünzordnung) Священної Римської імперії видані в 1524, 1551 и 1559 роках були спрямовані на встановлиння єдиних стандартів карбування для золотих і срібних монет на всій території імперії. Відповідно до них список імперських монет, крім рейнського гульдена розширювався за рахунок іншої поширеної золотої монети — рейнського дуката, яка, на відміну від рейнських гульденів, чия вага і проба неухильно знижувалися, зберегла вихідний стандарт (загальна вага — 3,5 грама 986-ї. проби) та відповідали основним золотим монетам інших країн. Вартість нового рейнського гульдена була встановлена в розмірі 1⁄72 кельнської марки, тобто монета містила 2,50 г чистого золота. Цей стандартний рейнський гульден карбувався до XVIII століття одночасно із золотим дукатом, пощиреним в Імперії.
У XV-му та XVI-му століттях міжнародні торговці в Західній Європі перейшли від флорина до дуката як своєї улюбленої валюти, причому дукати часто ходили разом із місцевими золотими монетами, як-от рейнський гульден, французький екю та іспанський ескудо.

### Австрія
На підставі монетної конвенції 1857 року австро-угорська грошова одиниця — австро-угорський гульден (флорин) дорівнювала 100 крейцерам. 1870-го розпочато карбування монет номіналом 4 і 8 гульденів.
1892 року на заміну гульдену прийшла крона (1 гульден = 2 крони), з того часу емісії гульдена більше не проводились, проте в обігу він залишався до 1899-го.
Срібна монета в Австрії з 1753 по 1892 р. (в обігу до 1900 р.). Гульдени також називалися флоринами, ринськими, левами, золотими або злотими ринськими. В 1892 р. грошовою одиницею Австрії (Австро-Угорщини) стала крона.